# Estación de Pont de Neuilly
Pont de Neuilly (en español: Puente de Neuilly) es una estación de la línea 1 del metro de París, situada en el municipio de Neuilly-sur-Seine al noroeste de la capital. Fue uno de los terminales de la línea 1 entre 1937 y 1992. 
Está situada muy cerca del puente de Neuilly bajo una explanada donde se encuentra una estación de autobuses con el mismo nombre.

## Historia
La estación se abrió al público el 29 de abril de 1937 en una de las primeras ampliaciones de las líneas del metro fuera de París.

## Descripción
Se compone de dos andenes laterales de 105 metros de longitud y de dos vías.
Está diseñada en bóveda elíptica revestida completamente de azulejos blancos planos, con la única excepción del zócalo. Los paneles publicitarios emplean un fino marco verde.
La iluminación es de estilo Ouï-dire realizándose a través de estructuras que recorren los andenes sujetados por elementos curvados que proyectan una luz difusa en varias direcciones. Inicialmente esta iluminación coloreaba las bóvedas pero esta característica se ha perdido. 
La señalización por su parte, usa la moderna tipografía Parisine donde el nombre de la estación aparece en letras blancas sobre un panel metálico de color azul.
Por último, los asientos de la estación son verdes, individualizados y de tipo Motte.
En el año 2009, la estación fue dotada de puertas de andén.

## Accesos
Dispone de tres accesos, todos ellos en la avenida Charles de Gaulle.
- Av. Charles de Gaulle, 185
- Av. Charles de Gaulle, 205
- Av. Charles de Gaulle, 209